# Stephanie Honoré
Stephanie Honoré Sanchez (11 de mayo de 1984, Ciudad Juárez, Chihuahua, México) es una actriz estadounidense conocida por sus papeles en películas de terror como Destino final 4 y Mirrors 2.

## Filmografía
| Año  | Título                                   | Nombre                  |                             |
| ---- | ---------------------------------------- | ----------------------- | --------------------------- |
| 2005 | Vampire Bats                             | Josie                   |                             |
| 2007 | The Reaping                              | Secretaria              |                             |
| 2007 | The Staircase Murders                    | Martha                  |                             |
| 2007 | Pilot                                    | Camarera                |                             |
| 2007 | Father of Lies                           | Tammy                   |                             |
| 2008 | Warbirds                                 | Lana                    |                             |
| 2008 | Fab Five: The Texas Cheerleader Scandal  | Ashley Sanchez          |                             |
| 2008 | College                                  | La amiga de Gina        |                             |
| 2009 | The Final Destination                    | Nadia Monroy            |                             |
| 2009 | Midnight Bayou                           | Maid                    |                             |
| 2009 | Bad Lieutenant: Port of Call New Orleans | Niña                    |                             |
| 2009 | Welcome to Academia                      | La estudiante que llora |                             |
| 2009 | Wolvesbayne                              | Zafira                  |                             |
| 2010 | Boggy Creek                              | Brooke Tyler            |                             |
| 2010 | House of Bones                           | Sara Minor              |                             |
| 2010 | The pool boys                            | Victoria                |                             |
| 2010 | Meet De Boys on the Battlefront          | Sonia                   |                             |
| 2010 | Treme                                    | Sonia                   |                             |
| 2010 | Mary, Mary, Quite contrary               | Gretta Lutvatsky        |                             |
| 2010 | Scoundrels                               | Gretta Lutvatsky        |                             |
| 2010 | Memphis Beat                             | Marissa Grotonville     |                             |
| 2010 | Mirrors 2                                | Eleanor                 |                             |
| 2010 | Movida de verano                         | Hottie                  |                             |
| 2010 | Mardi Gras                               | Niña de la calle        |                             |
| 2011 | Blood Out                                | Gloria                  |                             |
| 2011 | Wild Card                                | Suzie                   | Piloto de TV sin salir      |
| 2012 | Breakout Kings                           | Becky Nicks             | Episodio: "An Unjust Death" |
| 2013 | Now You See Me                           | Groupie de Atlas        |                             |
| 2014 | 13 Sins                                  | Drogadicta              | Escena eliminada            |
| 2014 | From Dusk Till Dawn                      | Mujer sexy de la barra  | Episodio: "Mistress"        |
| 2014 | Left Behind                              | Kimmy                   |                             |
| 2014 | Taken 3                                  | Chica en USC #3         |                             |
| 2015 | Mississippi Grind                        | Denise                  |                             |
| 2015 | Focus                                    | Janice                  |                             |
| 2015 | Navy Seals vs. Zombies                   | Amanda                  |                             |
| 2016 | Cold Moon                                | Johanna Larkin          | Escenas eliminadas          |
| 2017 | Party Crasher                            | Daphne                  |                             |